# Station Rovereto

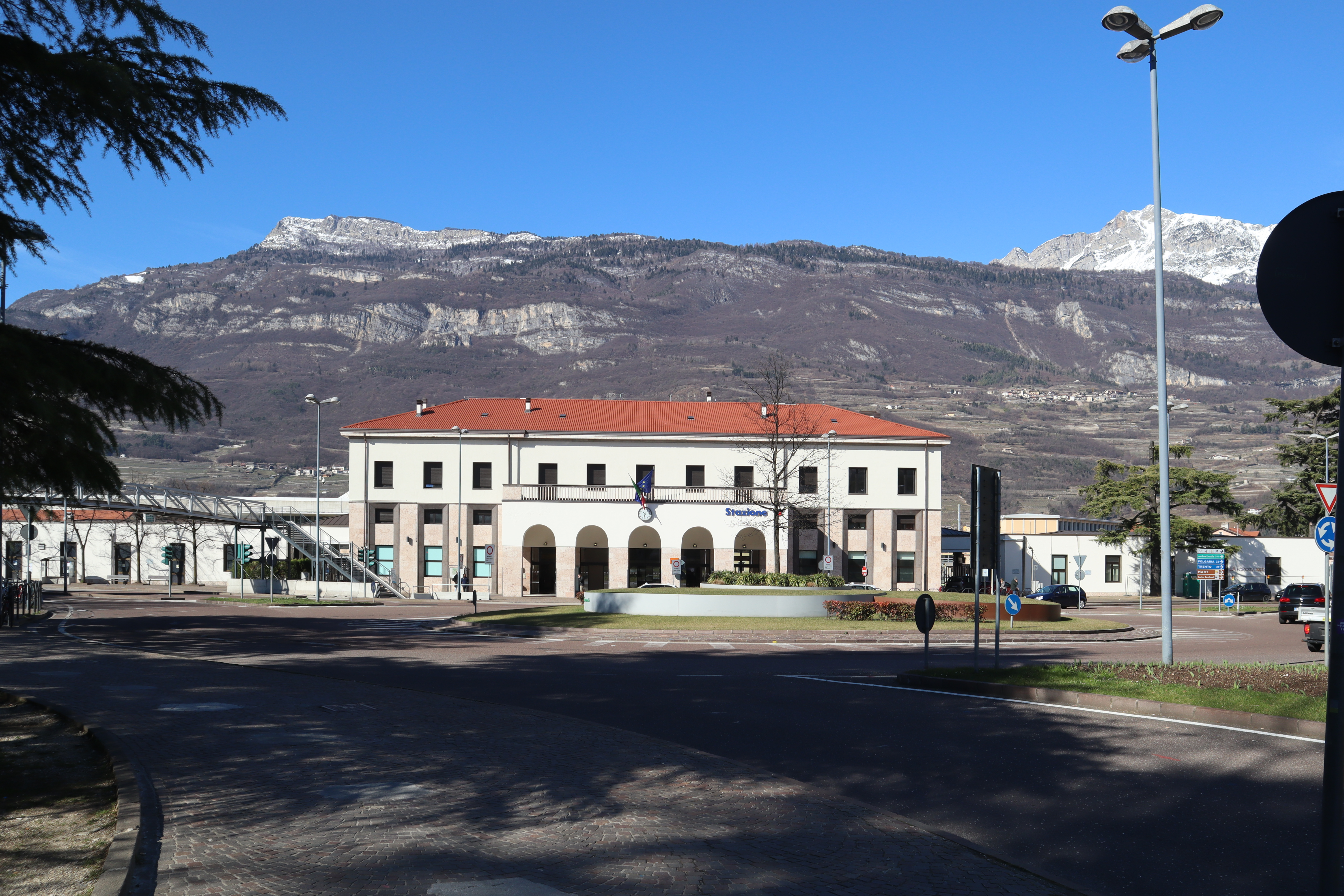

Station Rovereto is een spoorwegstation aan de Brennerspoorlijn in de stad Rovereto (Italië-Trentino).
In Rovereto vertrok ook een spoorlijn van Rovereto via Arco naar Riva del Garda aan het Gardameer.